# Gavinané
Gavinané è un comune rurale del Mali facente parte del circondario di Nioro du Sahel, nella regione di Kayes.
Il comune è composto da 22 nuclei abitati:
- Arifounda
- Ballé Kadiel
- Birou Grand
- Birou Petit
- Boedé Thiowé
- Demba Demba
- Diamera II
- Diamera Asseif
- Diaye Salif
- Diongui Diongui
- Farandalah

- Farandallel
- Gavinané
- Gourel Bouyari
- Kadiel Pobis
- Koumaringa
- Lewa Ardo Sadio
- Lewa Deleima
- Lewé Decollé
- Lougou–Pouré
- Toukoro
- Touro